# Encontro Inter-religioso de Assis

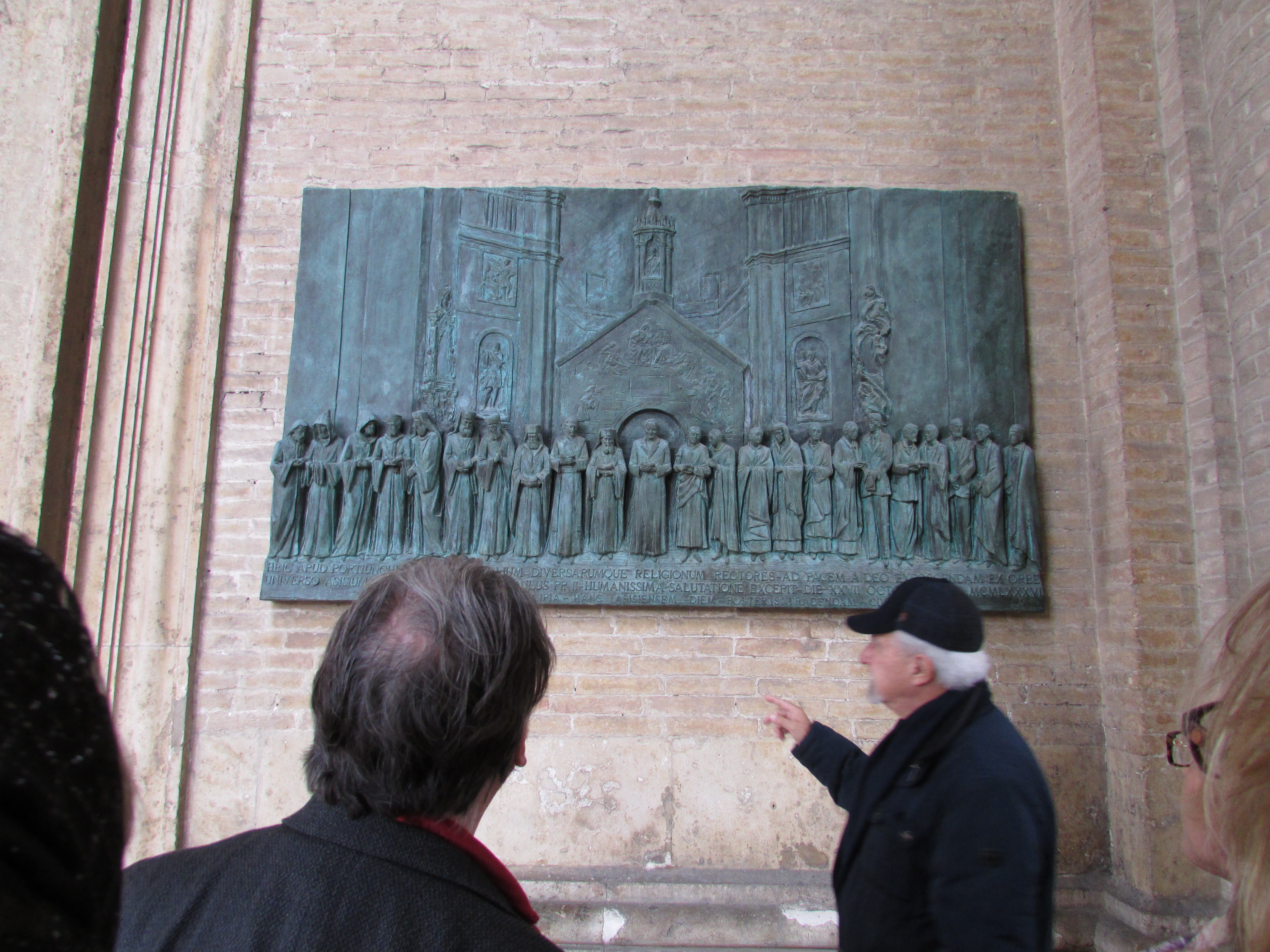
Placa comemorativa da reunião inter-religiosa de 1986 em Assis

A reunião inter-religiosa em Assis foi um evento promovido pelo Papa João Paulo II, ao qual vários líderes religiosos se uniram para orar pela paz, que ocorreu em 27 de outubro de 1986 na região da Úmbria.

## Participantes
A reunião contou com a presença de todos os principais representantes das igrejas cristãs, bem como de sessenta representantes de outras religiões, incluindo o Dalai Lama. Este evento teve um significado histórico, uma vez que nunca foi organizado um encontro inter-religioso dessa magnitude para esse fim.

## O "Espírito de Assis"
O Papa João Paulo II cunhou o termo "Espírito de Assis" para indicar um modelo de diálogo entre religiões baseado na fraternidade, experimentado no encontro de 27 de outubro de 1986.

### A reunião de 2016
Para comemorar os trinta anos que se passaram desde essa reunião, nas datas de 18 a 20 de setembro de 2016, quinhentos representantes de diferentes religiões se encontraram na histórica cidade da Úmbria, além de cerca de doze mil peregrinos. Juntamente com os religiosos, o evento contou com a presença de Sergio Mattarella, presidente da República Italiana, além de importantes intelectuais.